# Grammy Latino para Melhor Álbum Vocal Pop Contemporâneo
O Grammy Latino para Melhor Álbum Vocal Pop é uma das categorias apresentadas no Grammy Latino, um prêmio estabelecido em 2000 e entregue pela Academia Latina da Gravação para as melhores produções da indústria fonográfica latino-americana de determinado ano. As várias categorias são apresentadas anualmente pela National Academy of Recording Arts and Sciences dos Estados Unidos. De acordo com as definições das categorias regulamentadas pela Academia Latina da Gravação, a categoria é dedicada a premiar "álbuns que contenham 51% ou mais de seu tempo total de gravações novas (material que não havia sido lançado anteriormente) e dentro no gênero estilístico Pop".
A categoria foi estabelecida em 2012 reunindo atribuições de três categorias anteriores: Melhor Álbum Vocal Pop Masculino, Melhor Álbum Vocal Pop Feminino e Melhor Álbum Vocal Pop em Dupla ou Grupo - que foram, desde então, descontinuadas. A dupla mexicana Jesse & Joy foi a primeira premiada da categoria justamente com seu terceiro álbum de estúdio ¿Con Quién Se Queda El Perro?, sendo posteriormente premiada novamente com o álbum Un Besito Más em 2016. Em 2017, a cantora Shakira tornou-se a primeira artista feminina solo a vencer a categoria por seu álbum El Dorado. O panamenho Miguel Bosé e o porto-riquenho Ricky Martin são os mais indicados da categoria, com duas indicações cada um. 

## Vencedores
| Ano  | Vencedores     | Obra                          | Indicados | Ref.  |
| ---- | -------------- | ----------------------------- | --- | ----- |

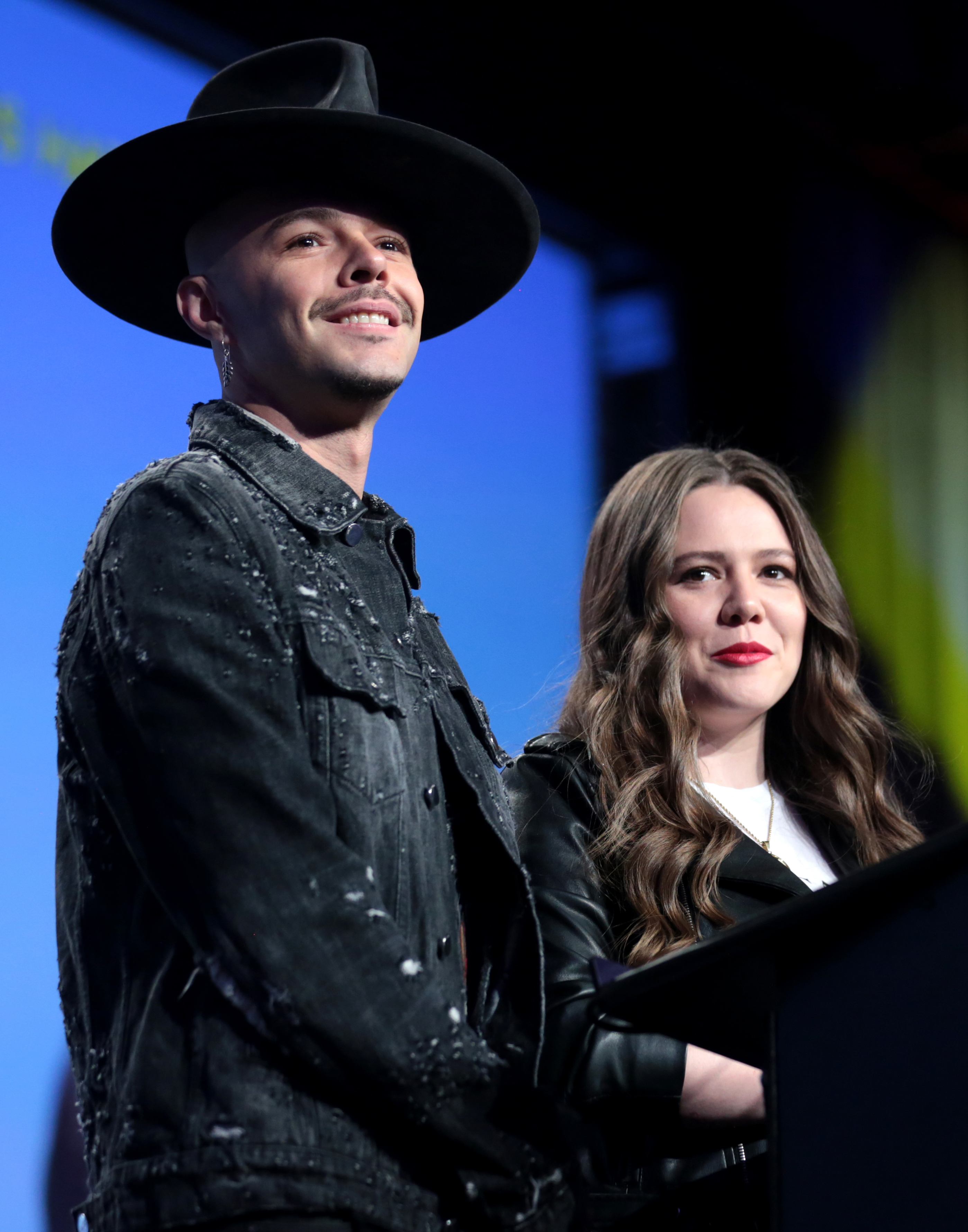
Jesse & Joy foram os primeiros vencedores da categoria, em 2012.

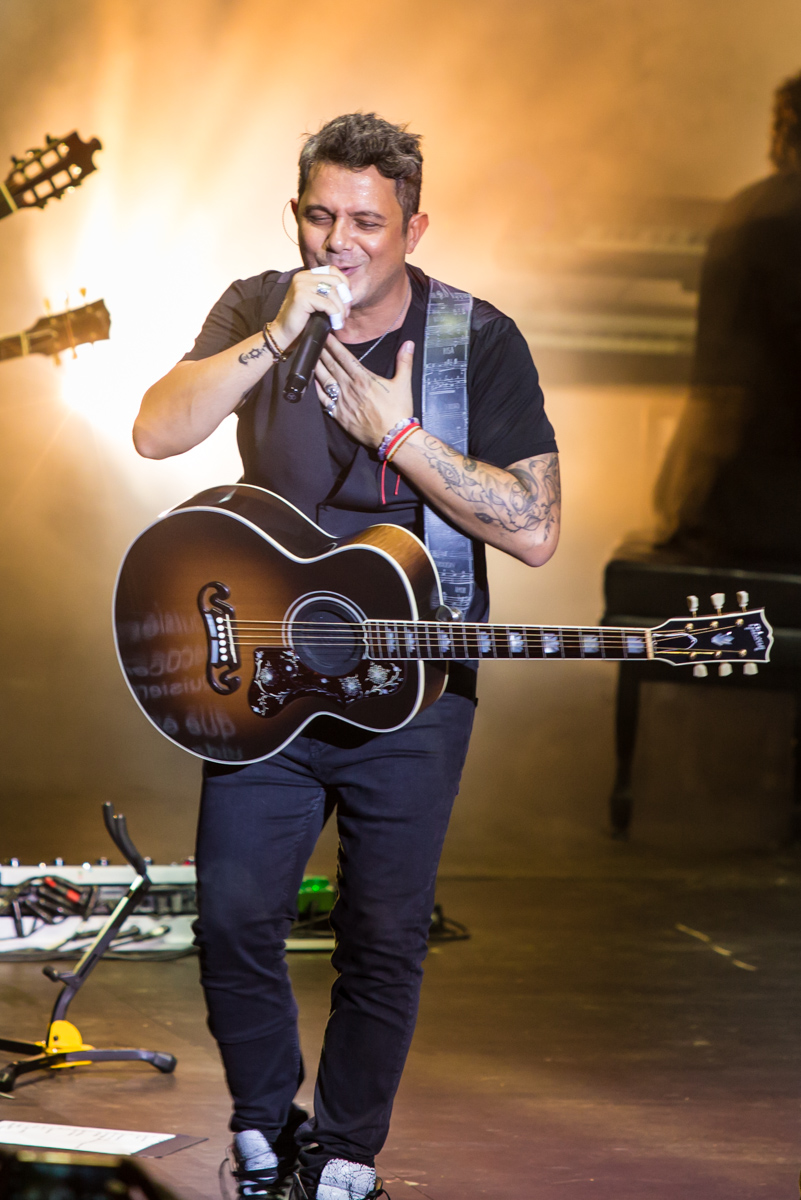
Alejandro Sanz, vencedor da categoria em 2013 e 2015.

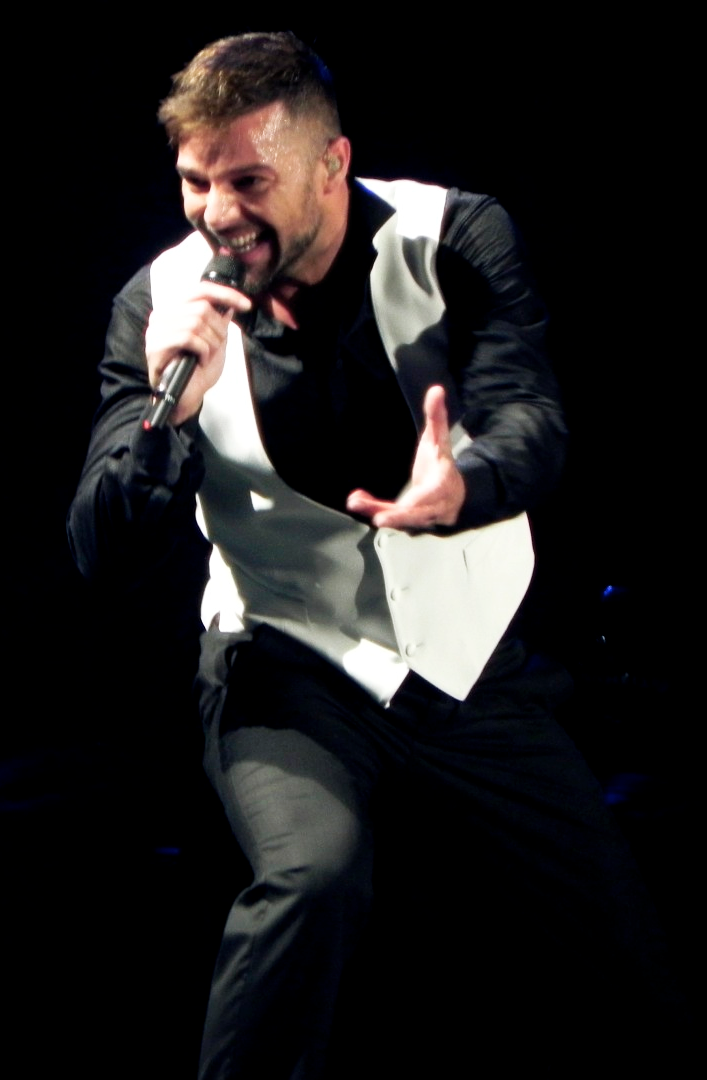
Ricky Martin, indicado em 2015 e vencedor em 2020.

| 2012 | Jesse & Joy    | ¿Con Quién Se Queda El Perro? | - Pablo Alborán – En Acústico - Chambao – Chambao - Beatriz Luengo – Bela y sus Moskitas Muertas - Pamela Rodríguez – Reconocer                         | [ 3 ] |
| 2013 | Alejandro Sanz | La Música No Se Toca          | - Miguel Bosé – Papitwo - Draco Rosa – Vida - Aleks Syntek – Syntek - Julieta Venegas – Los Momentos                                                    |       |
| 2014 | Camila         | Elypse                        | - Debi Nova – Soy - Rosario – Rosario - Santana – Corazón (Deluxe Version) - Mariana Vega – Mi Burbuja                                                  |       |
| 2015 | Alejandro Sanz | Sirope                        | - Pablo Alborán – Terral - Miguel Bosé – Amo - Pedro Capó – Aquila - Ricky Martin – A Quien Quiera Escuchar                                             |       |
| 2016 | Jesse & Joy    | Un Besito Más                 | - Pablo Alborán – Tour Terral: Tres Noches en Las Ventas - Pablo López – El Mundo y los Amantes Inocentes - Luciano Pereyra – #TuMano - Reik – Des/Amor |       |
| 2017 | Shakira        | El Dorado                     | - David Bisbal – Hijos del Mar - Alejandro Fernández – Rompiendo Fronteras - amila Luna – Flora y Faῦna - Sebastián Yatra – Extended Play Yatra         |       |
| 2018 | Maluma         | F.A.M.E.                      | - Axel – Ser - Pablo López – Camino, Fuego y Libertad - Beatriz Luengo – Cuerpo y Alma - Nana Mendoza – Miradas                                         |       |
| 2019 | Rosalía        | El Mal Querer                 | - Ricardo Montaner – Montaner - Morat – Balas Perdidas - Alejandro Sanz – #ElDisco - Sebastián Yatra – Fantasía                                         |       |
| 2020 | Ricky Martin   | Pausa                         | - Aitana – Spoiler - Beret – Prisma - Camilo – Por Primera Vez - Juanes – Más futuro que pasado                                                         |       |